# C/1907 G1 Grigg-Mellish
La Cometa Grigg-Mellish, formalmente C/1907 G1 (Grigg-Mellish), è una cometa dalle vicende osservative travagliate.

## Scoperta
La cometa C/1907 G1 Grigg-Mellish è stata scoperta il 14 aprile 1907 da John Edward Mellish dal Washburn Observatory situato a Madison (Wisconsin, Usa), in effetti la cometa era stata già fotografata il 13 aprile da Edward Emerson Barnard che ha quindi effettuato una prescoperta. In realtà la cometa era stata osservata ancora prima, l'8 aprile da John Grigg che la osservò da Thames in Nuova Zelanda: per via di problemi di comunicazione la notizia della scoperta da parte di Grigg fu conosciuta dagli astronomi solo parecchio tempo dopo, tuttavia alla cometa fu assegnato anche il nome di Grigg.

## Orbita
Già alcune settimane dopo la scoperta della cometa era stata avanzata l'ipotesi che essa potesse essere un passaggio successivo della cometa C/1742 C1, la cometa sarebbe stata quindi una cometa periodica con un periodo di circa 164 anni: questa ipotesi è sussistita per molti anni. Attualmente si ritiene che le due comete siano due oggetti distinti e che la cometa sia in effetti una cometa non periodica: per alcuni le due comete costituiscono una famiglia di comete.
La relativamente piccola MOID con l'orbita della Terra fa sì che la cometa sia all'origine dello sciame meteorico delle Delta Pavonidi.